# ققنوس (فیلم ۱۹۹۸)
ققنوس (انگلیسی: Phoenix) یک فیلم جنایی و نئو نوآر آمریکایی محصول سال ۱۹۹۸ به کارگردانی دنی کنن کارگردان بریتانیایی با بازی ری لیوتا است. لیوتا نقش پلیسی را بازی می‌کند که بدهی قمارش او را مدیون دنیای بزهکاران می‌کند و ناامید می‌شود تا راهی برای خروج بدون به خطر انداختن اصولش پیدا کند.

## داستان
پلیسی که اعتیاد به قمار دارد یک دزدی از کسی که بهش بدهکار است و به او فشار می‌آورد که بدهی اش را بدهد طراحی می‌کند…

## بازیگران
- ری لیوتا
- آنجلیکا هیوستون
- آنتونی لاپالیا
- بریتانی مورفی
- دانیل بالدوین
- جیانکارلو اسپوزیتو
- جووانی ریبیسی
- جرمی پیون
- کاری ورر
- رویس دی اپلگیت
- تام نونان
- زاندر برکلی